# 永德信實業
永德信實業有限公司，簡稱永德信實業（英語：INDESEN INDUSTRIES COMPANY LIMITED，港交所除牌時0351.HK），在1991年創立當時經營生產及銷售影音錄像帶等工業產品。
而股份在1992年8月18日於香港交易所主板上市，但由於受到管理不善影響，於是出售給豫港集團有限公司，當時是在1998年，同年5月18日，更名為中洲控股有限公司，第二次更名為中科環保電力有限公司，到最後更名為亞洲能源物流集團有限公司至今。
而前董事因為參與內幕交易，已被證監會檢控，以及罰款的。

## 連結
- AELG.com.hk （页面存档备份，存于）